# Nabu-duru-usur
Nabu-duru-usur (akad. Nabû-dūru-uṣur, w transliteracji z pisma klinowego zapisywane mdPA-BÀD-PAB; tłum. „O Nabu, chroń mury miasta!”) – wysoki dostojnik za rządów asyryjskich królów Sargona II (722-705 p.n.e.) i Sennacheryba (704-681 p.n.e.). Za panowania pierwszego pełnił urząd zastępcy gubernatora prowincji Der, natomiast za panowania drugiego urząd gubernatora prowincji Tamnuna. Z asyryjskich list i kronik eponimów wiadomo też, iż w 697 r. p.n.e. sprawował urząd limmu (eponima).